# Tröbitz

Tröbitz  est une commune de Brandebourg (Allemagne), située dans l'arrondissement d'Elbe-Elster.

## Illustrations

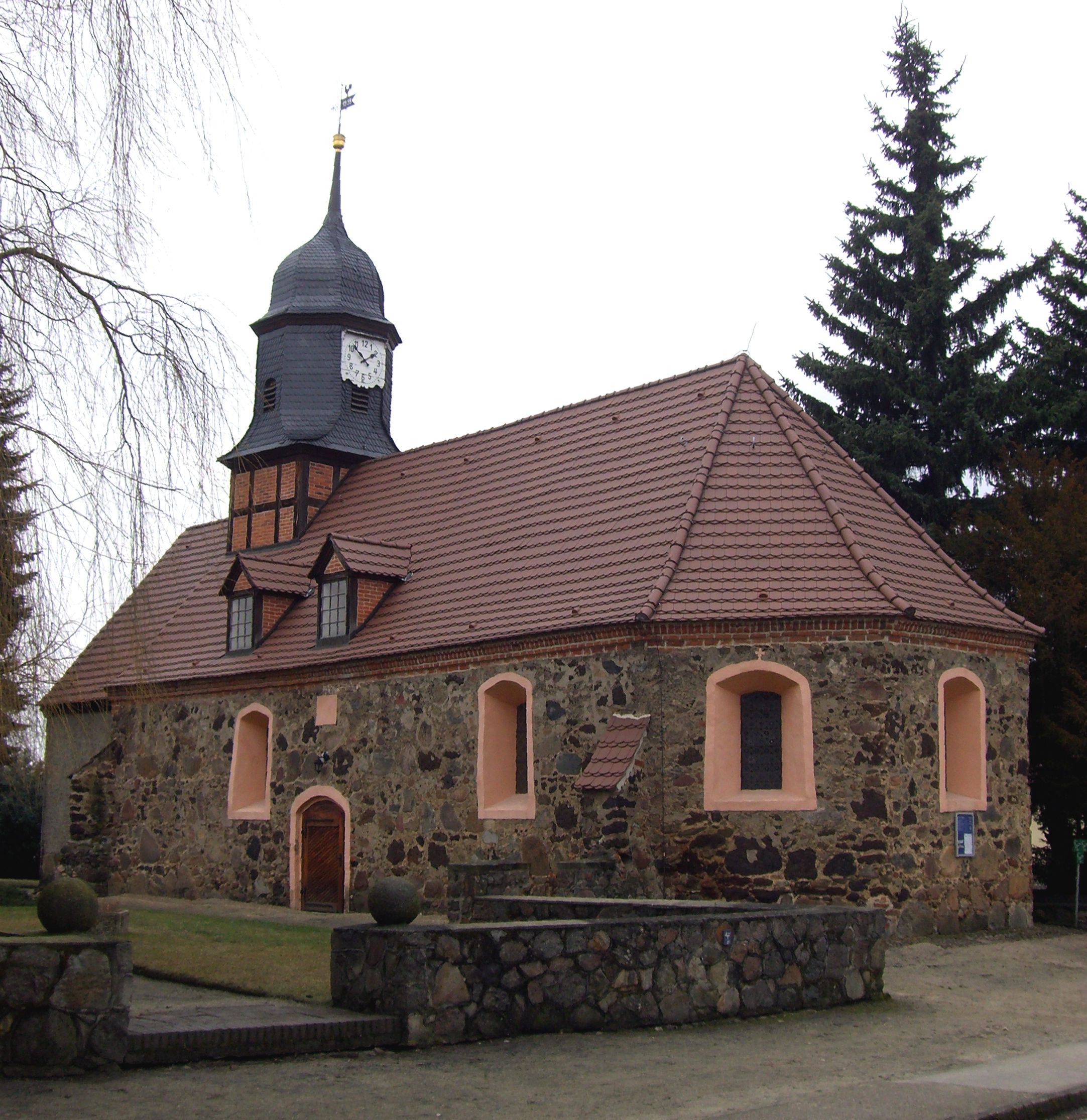
Vue de l'église luthérienne-évangélique, XVe siècle
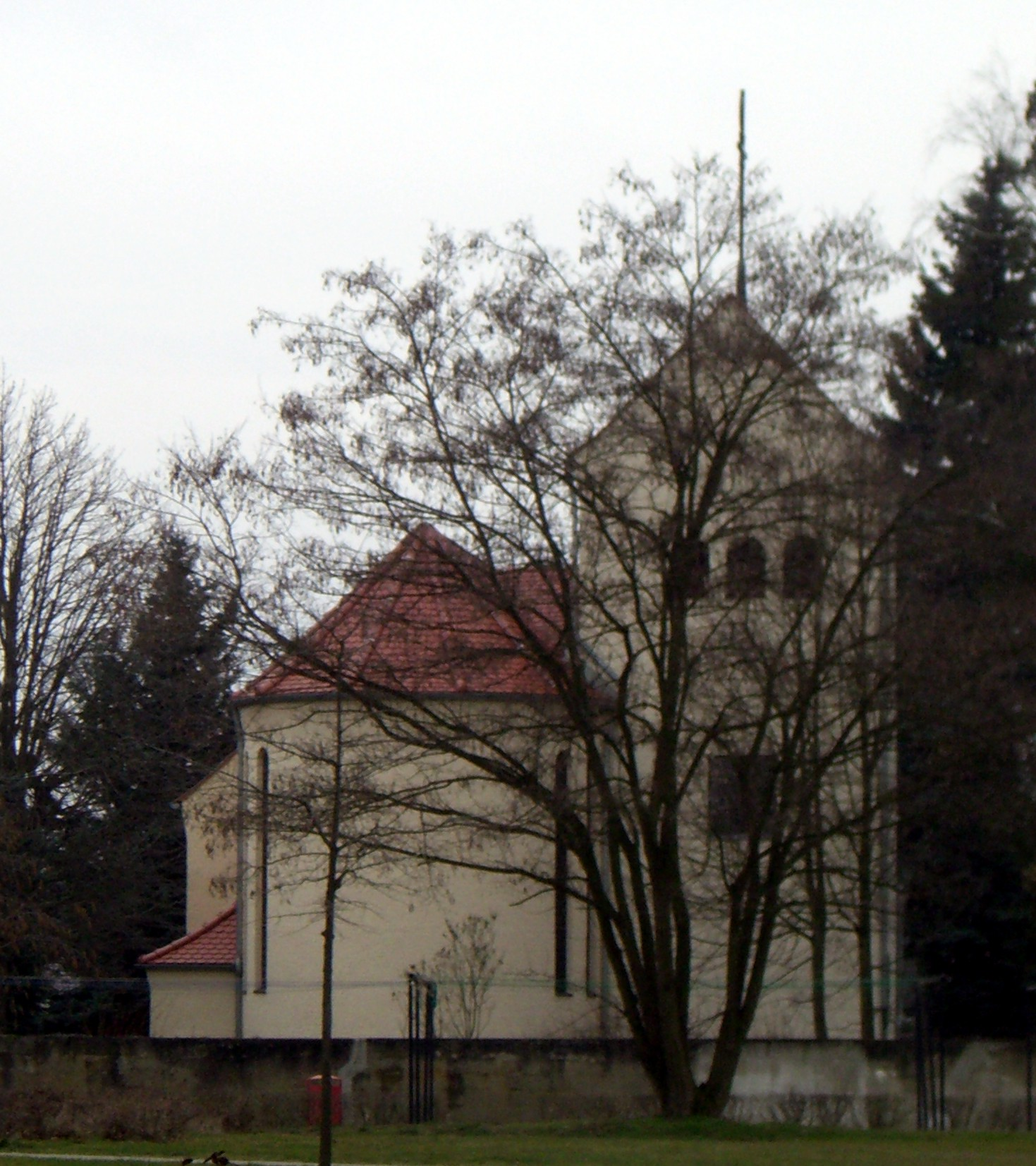
Vue de l'église catholique
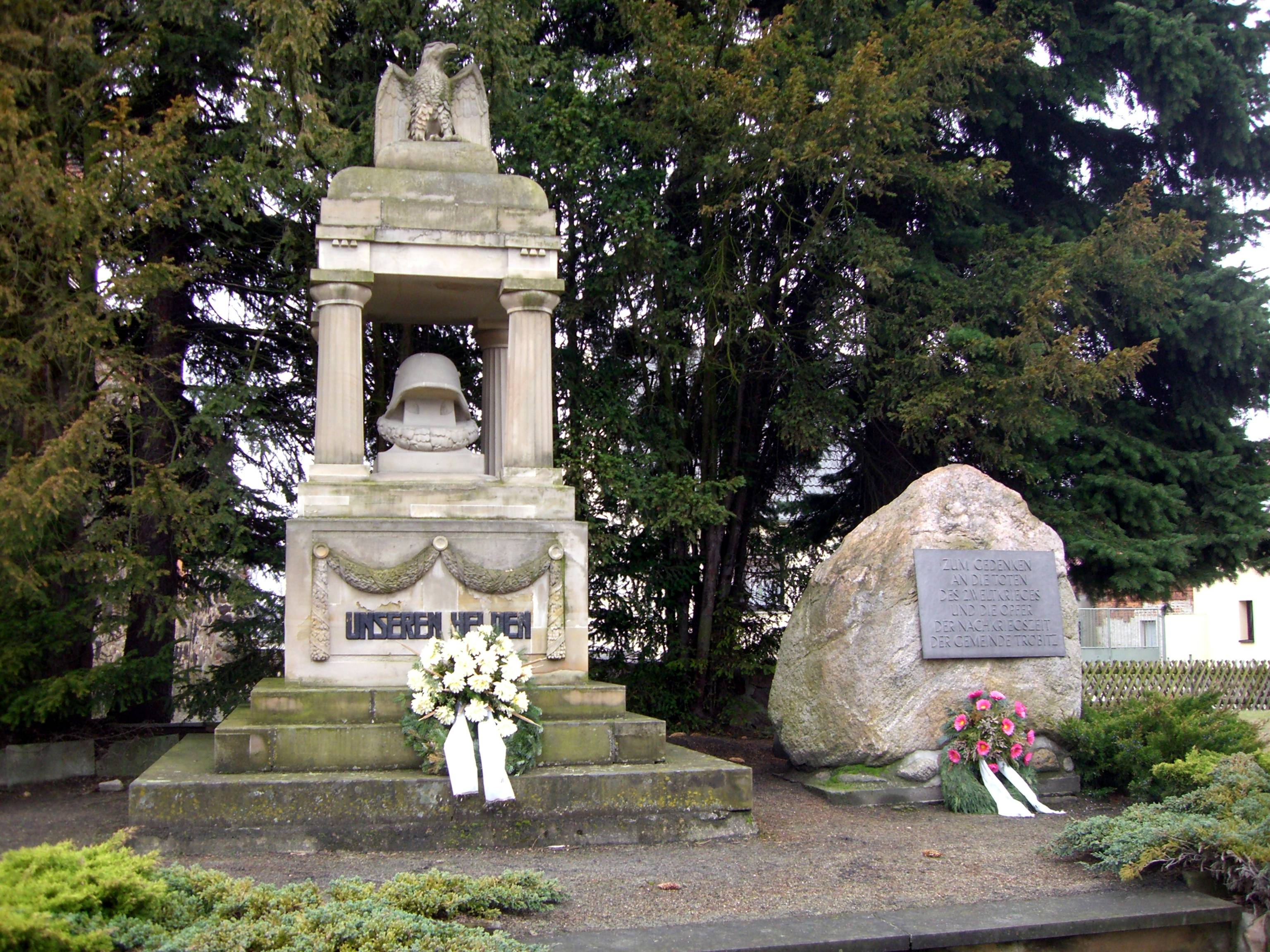
Vue du monument aux morts de la guerre de 1914-1918

## Histoire
Le village a été mentionné pour la première fois par écrit le 20 décembre 1300. Le duc Rodolphe de Saxe le vend en 1329 à l'abbaye cistercienne de Dobrilugk, ainsi que le village de Trebau.